# Cú muỗi mỏ quặp cẩm thạch
Cú muỗi mỏ quặp cẩm thạch (danh pháp khoa học: Podargus ocellatus) là một loài chim trong họ Podargidae. Nó được tìm thấy ở Australia, Indonesia, Papua New Guinea, và Quần đảo Solomon. Môi trường sống tự nhiên của nó là rừng đất thấp ẩm nhiệt đới hoặc cận nhiệt đới và rừng núi ẩm nhiệt đới hoặc cận nhiệt đới.
Podargus ocellatus inexpectatus, trước đây được coi là một phân loài đặc hữu của bốn hòn đảo tại quần đảo Solomon, kể từ năm 2007 đã được chia tách thành chi/loài riêng biệt, với danh pháp Rigidipenna inexpectata (cú muỗi mỏ quặp Solomons)

## Mô tả
Cú muỗi mỏ quặp cẩm thạch là loài cú muỗi mỏ quặp nhỏ, nhỏ và mảnh dẻ hơn so với Cú muỗi mỏ quặp hung (Podargus strigoides), với chiều dài 30–48 cm và sải cánh dài 62–75 cm. Khối lượng 132–180 g.
Mỏ lớn, sắc nhọn, hình tam giác. Miệng rộng kiểu miệng ếch. Đuôi dài.
Bộ lông thay đổi từ màu xám để màu nâu đậm hoặc nâu - đỏ hung, với các sọc vằn nhỏ màu đen và các vệt đốm màu trắng, nhiều hơn ở phần phía dưới. Lông mày nhạt rõ ràng và các sọc dọc theo hai bên lưng, một sọc đen từ gốc mỏ, và một túm lông nổi bật màu kem và các đám lông màu hạt dẻ nhô ra trên mỏ. Đôi mắt từ màu vàng sang đỏ cam nhưng thường màu cam.

## Phân bố và môi trường sống
Cú muỗi mỏ quặp cẩm thạch có phân bố tương đối rộng. Ở Úc có hai phân loài, một phân loài phân bố trong vùng trung tâm - phía đông bán đảo Cape York, và loài khác giới hạn ở phía đông nam Queensland và phía đông bắc New South Wales. Loài này cũng phổ biến rộng rãi trên khắp New Guinea và các đảo gần đó.
Cú muỗi mỏ quặp cẩm thạch sống chủ yếu trong các khu rừng ẩm nhiệt đới hoặc cận nhiệt đới vùng đất thấp và vùng núi. Chúng thích sống trong các khu rừng mưa cận nhiệt đới, đặc biệt là ở vùng sâu, ẩm ướt, có các lạch nước và thường có các cây cọ hoặc dương xỉ. Trong vùng New South Wales, chúng thường được tìm thấy trong các rừng nho ẩm ướt, ở vùng đất thấp. Ít thường xuyên hơn, chúng được tìm thấy trong vùng chuyển tiếp sinh thái giữa rừng mưa và rừng bạch đàn ẩm ướt, hoặc đôi khi trong rừng mưa mát mẻ và rừng mưa ôn đới cao hơn. Hiếm khi được tìm thấy trong rừng bạch đàn ẩm ướt.

## Lối sống
Giống như các loài cú muỗi mỏ quặp khác, Cú muỗi mỏ quặp cẩm thạch có lối sống về đêm, săn mồi vào ban đêm và ngủ vào ban ngày. Ban ngày, chúng thường đậu và ngủ trên một nhánh cây nằm ngang trên thân cây. Chúng ít di chuyển và thường ở trong lãnh thổ của mình trong suốt cả năm
Chế độ ăn uống của Cú muỗi mỏ quặp cẩm thạch bao gồm chủ yếu là các loài côn trùng ăn đêm lớn, giun, ốc sên và có thể cả các loài động vật có xương sống nhỏ như ếch nhái, bò sát, chim hoặc động vật có vú nhỏ. Chúng săn mồi từ chỗ đậu, như gốc cây hay cành cây thấp, và tấn công đột ngột con mồi từ mặt đất hoặc từ những tán lá cây.
Mùa sinh sản diễn ra từ khoảng tháng Tám đến tháng Mười Hai. Thông thường chúng đẻ một, nhưng đôi khi là hai quả trứng. Cả hai chim bố mẹ cùng ấp trứng.

## Phân loài
Ngoài phân loài P. o. inexpectatus phân bố trên đảo Solomon được công nhận là loài mới, Cú muỗi mỏ quặp cẩm thạch còn 5 phân loài sau:
- P. o. ocellatus, Quoy & Gaimard, 1830 – Phía Tây đảo Papua New Guinea (gồm cả các đảo trên vịnh Geelvink) và đảo Aru.
- P. o. intermedius, E. J. O. Hartert, 1895 – Đảo Trobriand và D'Entrecasteaux.
- P. o. meeki, E. J. O. Hartert, 1898 – Đảo Tagula (ở Louisiade Archipelago).
- P. o. marmoratus, Gould, 1855 – Bán đảo Cape York (Bắc Queensland), Đông bắc Australia.
- P. o. plumiferus, Gould, 1846 – bờ biển Đông Australia ở Đông nam Queensland và Đông bắc New South Wales.

## Hình ảnh

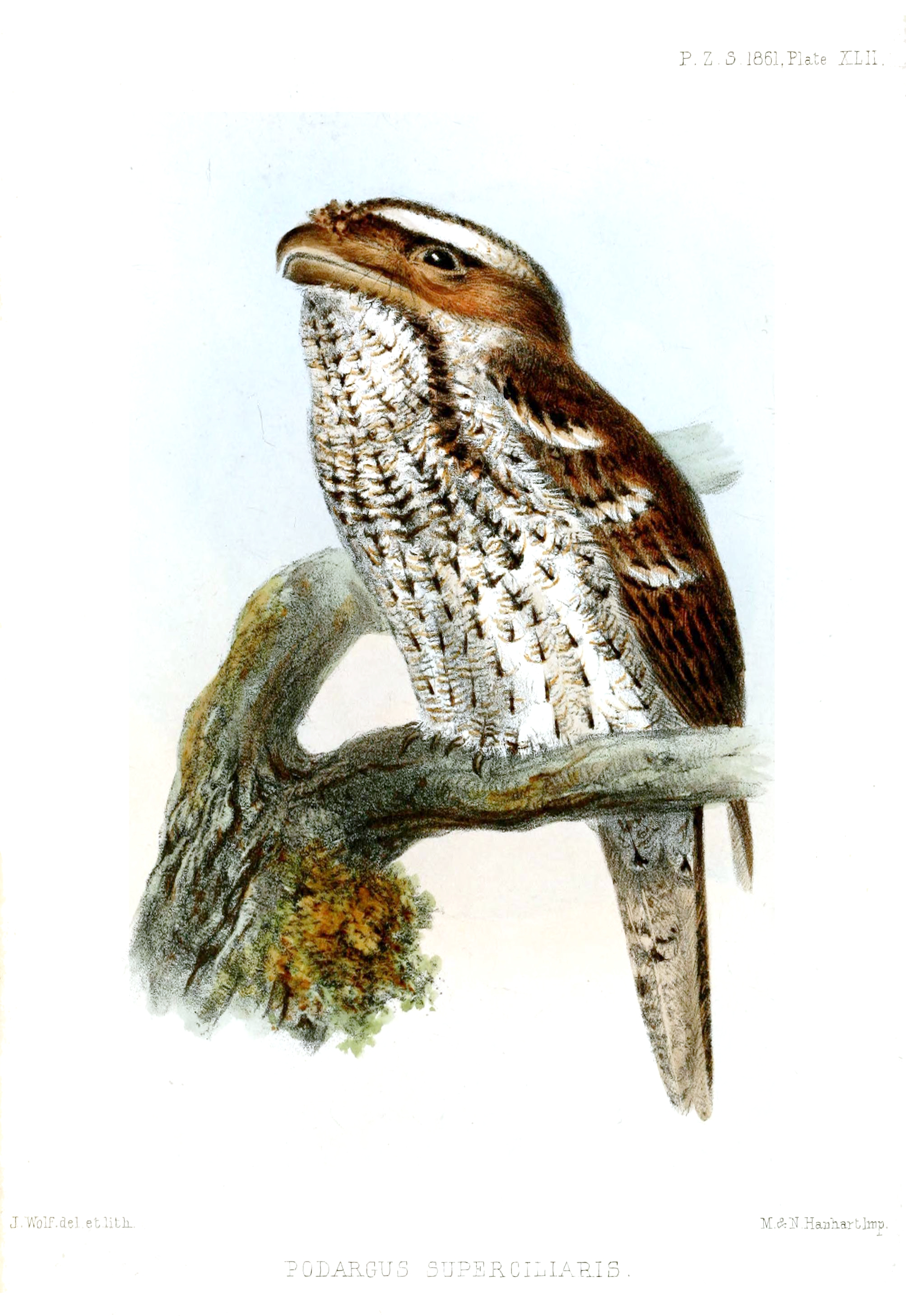
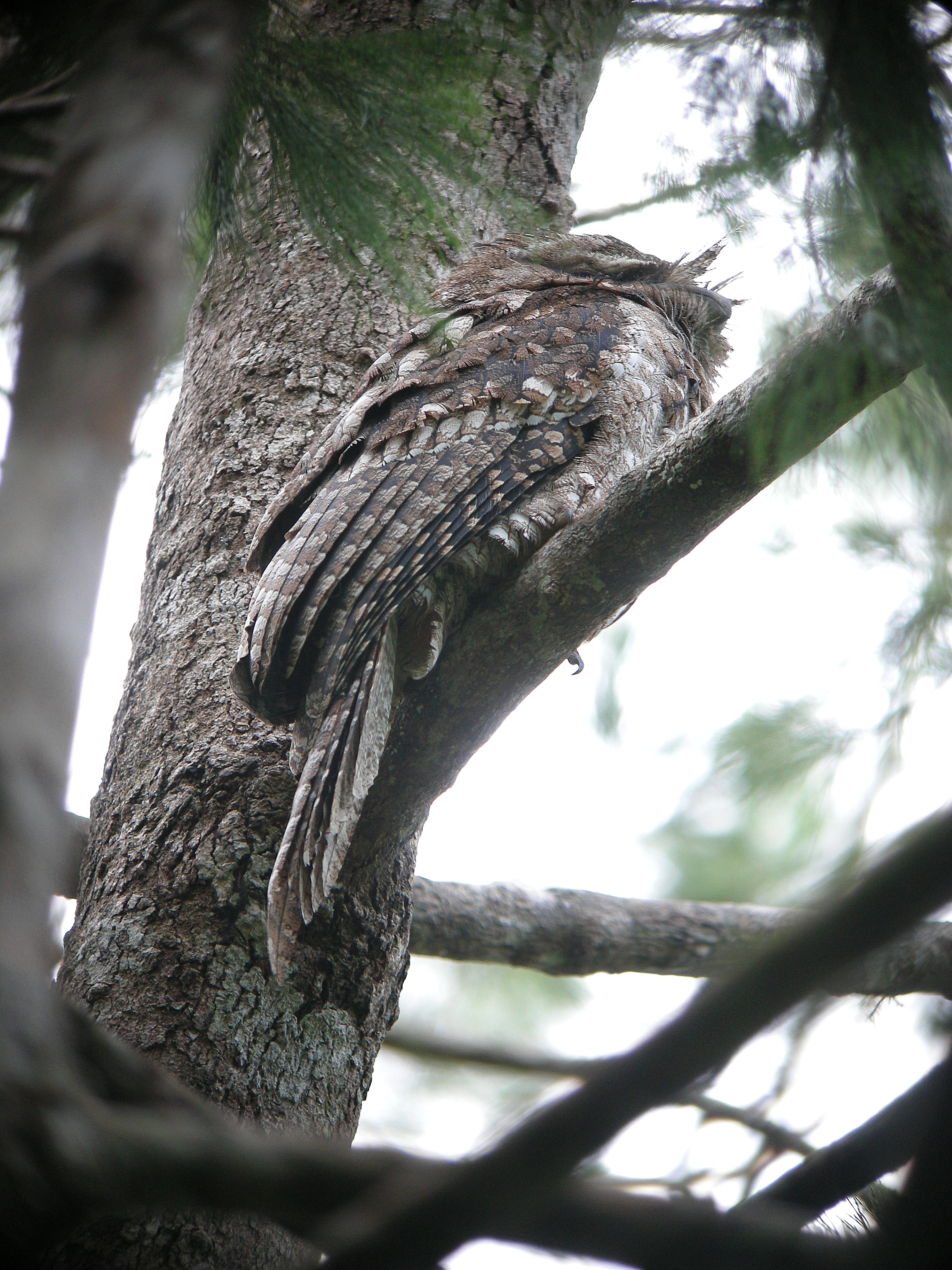